# Tomás Villalba Albín
Tomás Villalba Albín (Dolores, llavors Banda Oriental, avui Uruguai, 9 de desembre de 1805 - Montevideo, 12 de juliol de 1886), va ser un polític i empresari uruguaià, President de la República durant cinc dies, l'any 1865.

## Biografia
Partidari de Manuel Oribe en la seva joventut, va acompanyar a aquest en el Govern "del Cerrito", sent nomenat Comandant Militar de Soriano. Va ser Cap Polític i de Policia de Colonia i després de Soriano entre el 1852 i 1853, per passar a ser-ho de Cerro Largo a l'any següent. Al camp de l'administració financera va ser Comptador General de la Nació entre 1855 i 1858 i Ministre d'Hisenda durant la presidència de Bernardo Prudencio Berro, entre 1860 i 1861. Poc més tard, el 1863, va ser elegit per al Senat, el que presidia el 15 de febrer de 1865, data de l'acabament del mandat interí de Atanasio Cruz Aguirre, a qui va succeir com a President del Senat en exercici del Poder Executiu.
En tals circumstàncies, i trobant-se la ciutat de Montevideo assetjada per les tropes de l'Imperi del Brasil i les de Venancio Flores, va buscar una sortida negociada que evités a la capital el trànsit de passar per circumstàncies similars a les del setge a Paysandú, el mes de desembre anterior. L'acord amb els assetjadors es va signar el 19 de febrer de 1865 i va significar la capitulació sense cap resistència de Montevideo, alhora que el seu allunyament del govern.
S'ha assenyalat que per les vinculacions a l'alt comerç de Montevideo per part de Tomás Villalba, aquest hauria accelerat la solució del conflicte en l'objectiu de protegir els interessos d'aquell grup, a qui perjudicaria ostensiblement una resistència als assetjadors.